# Gudrun de Pay
Gudrun de Pay, née Schmidgall le 18 mai 1959, est une coureuse de fond allemande. Elle est championne d'Allemagne de course en montagne 1995 et a terminé deuxième du Grand Prix alpin 1998.

## Biographie
Gudrun remporte son premier titre de championne d'Allemagne de course en montagne en 1995 en remportant la victoire à la course du Hohenneuffen (de) avec un nouveau record féminin du parcours en 41 min 4 s.
En 1998, elle termine deuxième à la course de montagne du Danis puis troisième à la course de Schlickeralm. Elle termine également le Challenge Stellina et la course de montagne du Hochfelln. Grâce à ces deux podiums, Elle se classe deuxième du Grand Prix alpin 1998.
Elle termine onzième du Trophée européen de course en montagne 1999 à Bad Kleinkirchheim et décroche la médaille d'argent par équipes. L'année suivante, elle termine onzième du Trophée mondial de course en montagne à Bergen et obtient le bronze par équipes.
Le 11 août 2002, elle prend le départ de Sierre-Zinal sur un parcours raccourci à 15 km à cause de la neige. Gudrun ne se décourage pas et ne se laisse pas impressionner par ses adversaires. Elle effectue une excellente course et parvient à doubler l'Éthiopienne Tsige Worku pour remporter la victoire à la surprise générale. Le 21 septembre, elle remporte le titre de championne du monde Masters de course en montagne en catégorie W40 à Innsbruck.
Elle se concentre ensuite sur les marathons vallonnés. Elle remporte quatre fois celui de la Forêt-Noire et trois fois celui du Trollinger.

## Palmarès

### Route
| Année | Compétition                     | Lieu        | Place | Épreuve       | Temps           |
| ----- | ------------------------------- | ----------- | ----- | ------------- | --------------- |
| 1988  | Marathon de Francfort           | Francfort   | 5e    | Marathon      | 2 h 42 min 19 s |
| 1988  | Nikolauslauf Tübingen           | Tübingen    | 1re   | Semi-marathon | 1 h 21 min 47 s |
| 1992  | Nikolauslauf Tübingen           | Tübingen    | 1re   | Semi-marathon | 1 h 19 min 46 s |
| 1994  | Stuttgartlauf                   | Stuttgart   | 1re   | Semi-marathon | 1 h 20 min 10 s |
| 1994  | Marathon de la Forêt-Noire      | Bräunlingen | 1re   | Marathon      | 2 h 57 min 56 s |
| 1995  | Stuttgartlauf                   | Stuttgart   | 1re   | Semi-marathon | 1 h 22 min 47 s |
| 1997  | Stuttgartlauf                   | Stuttgart   | 1re   | Semi-marathon | 1 h 19 min 50 s |
| 1997  | Nikolauslauf Tübingen           | Tübingen    | 1re   | Semi-marathon | 1 h 25 min 25 s |
| 2000  | Marathon de la Forêt-Noire      | Bräunlingen | 1re   | Marathon      | 2 h 53 min 29 s |
| 2000  | Nikolauslauf Tübingen           | Tübingen    | 1re   | Semi-marathon | 1 h 25 min 6 s  |
| 2001  | Marathon de Francfort           | Francfort   | 12e   | Marathon      | 2 h 47 min 16 s |
| 2001  | Nikolauslauf Tübingen           | Tübingen    | 1re   | Semi-marathon | 1 h 24 min 48 s |
| 2002  | Öpfinger Osterlauf              | Öpfingen    | 2e    | Semi-marathon | 1 h 21 min 29 s |
| 2002  | Heilbronner Trollinger-Marathon | Heilbronn   | 1re   | Marathon      | 2 h 55 min 31 s |
| 2002  | Marathon de la Forêt-Noire      | Bräunlingen | 1re   | Marathon      | 2 h 54 min 9 s  |
| 2002  | Nikolauslauf Tübingen           | Tübingen    | 2e    | Semi-marathon | 1 h 25 min 58 s |
| 2003  | Öpfinger Osterlauf              | Öpfingen    | 1re   | Semi-marathon | 1 h 21 min 7 s  |
| 2003  | Heilbronner Trollinger-Marathon | Heilbronn   | 1re   | Marathon      | 2 h 54 min 20 s |
| 2003  | Marathon de la Forêt-Noire      | Bräunlingen | 1re   | Marathon      | 2 h 54 min 16 s |
| 2004  | Öpfinger Osterlauf              | Öpfingen    | 1re   | Semi-marathon | 1 h 21 min 53 s |
| 2004  | Heilbronner Trollinger-Marathon | Heilbronn   | 1re   | Marathon      | 2 h 54 min 47 s |
| 2009  | Öpfinger Osterlauf              | Öpfingen    | 1re   | Semi-marathon | 1 h 27 min 9 s  |

### Course en montagne
| no   | féminin            | Course                                             | Longueur | Départ            | Temps           |
| ---- | ------------------ | -------------------------------------------------- | -------- | ----------------- | --------------- |
|      | Médaille d'or      | Championnats d'Allemagne de course en montagne     | 6 km     | 11 juin 1995      | 41 min 4 s      |
|      | Médaille d'argent  | Course de montagne du Danis                        | 10,4 km  | 12 juillet 1998   | 50 min 33 s     |
|      | Médaille de bronze | Course de Schlickeralm                             | 11,2 km  | 9 août 1998       |                 |
|      | Médaille d'argent  | Course du Cervin                                   | 14,35 km | 27 août 2000      | 1 h 21 min 38 s |
|      | Médaille d'or      | Course de montagne du Brandenkopf                  | 9,5 km   | 22 septembre 2001 | 49 min 11 s     |
| 101e | Médaille d'or      | Sierre-Zinal                                       | 15 km    | 11 août 2002      | 1 h 29 min 20 s |
| 1re  | Médaille d'or      | World Masters Mountain Running Championships - W40 | 9,2 km   | 21 septembre 2002 | 1 h 0 min 22 s  |
| 21e  | Médaille d'argent  | LGT Alpin Marathon                                 | 42,2 km  | 14 juin 2003      | 3 h 48 min 37 s |

## Records
| Épreuve       | Performance     | Date             | Lieu           |
| ------------- | --------------- | ---------------- | -------------- |
| 3 000 mètres  | 9 min 28 s 0    | 2 juin 1979      | Ludwigshafen   |
| 5 000 mètres  | 17 min 3 s 23   | 20 juin 1992     | Gammertingen   |
| 10 000 mètres | 35 min 43 s 5   | 9 septembre 1992 | Reutlingen     |
| 10 kilomètres | 37 min 35 s     | 11 mars 2001     | Sankt Leon-Rot |
| Semi-marathon | 1 h 19 min 46 s | 6 décembre 1992  | Tübingen       |
| Marathon      | 2 h 42 min 19 s | 30 octobre 1988  | Francfort      |